# Quercus robur

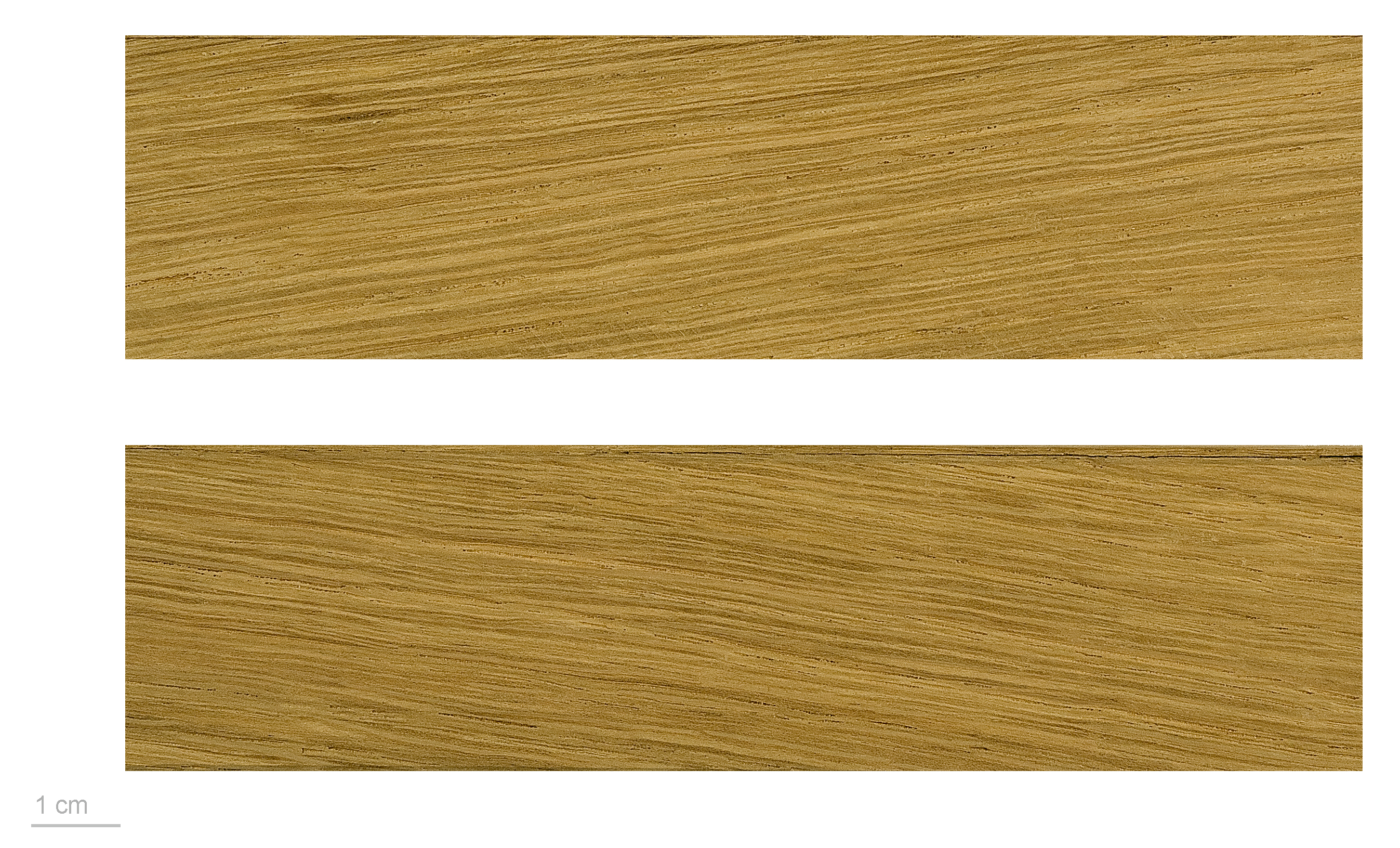
Quercus robur

Sồi Anh (danh pháp hai phần: Quercus robur) hay hạ lịch, là một loài sồi bản địa phần lớn châu Âu và đến Anatolia và Kavkaz, và một số khu vực Bắc Mỹ. "Quercus robur" là cây lớn rụng lá, với chu vi của thân cây lớn từ 4–12 m. "Q. robur" có lá thùy và gần như không cuống, dài 7–14 cm. Hoa nở vào giữa mùa xuân, trái chín vào mùa thu tiếp theo. Quả đầu dài 2-2,5 cm.